# Horst Schnur
Horst Schnur (* 1. März 1942 in Darmstadt) ist ein deutscher Kommunalpolitiker (SPD). Er war von 1986 bis 1991 hauptamtlicher Erster Kreisbeigeordneter und Stellvertreter des Landrats und von 1991 und nach zwei Direktwahlen  bis 2009 Landrat des Odenwaldkreises in Hessen.

## Leben und Beruf
Schnurs Familie wurde in der Bombennacht am 11. September 1944 in Darmstadt ausgebombt und anschließend nach Klein-Umstadt evakuiert. Sein Vater Erwin ist in Stalingrad gefallen. Seine Mutter Ruth war Kindergartenleiterin in Mümling-Grumbach. Schnur ist seit 1968 mit Traudel, geborene Rebscher, verheiratet und hat zwei verheiratete Söhne (Jens und Marc).
Schnur wurde 1960 in die christliche Pfadfinderschaft Deutschlands aufgenommen, wurde Stammesführer und Gauführer im Gau Odenwald und organisierte zahlreiche nationale und internationale Veranstaltungen in der Jugendarbeit. Später gehörte er als Kreuzpfadfinder dem VCP Hessen an.
Nach seinem Abitur 1962 in Michelstadt studierte Schnur Pädagogik, Politik, Geschichte, Mathematik und Kunst. Nach dem Staatsexamen für das Lehramt wurde er 1965 Lehrer an der Mittelpunktschule Rai-Breitenbach (Breuberg), 1968 an der Integrierten Gesamtschule Beerfelden und nach Erweiterungsprüfung 1974 Rektor der Michelstädter Theodor-Litt-Schule, einer Real- und Hauptschule. 1966 trat er der SPD bei. Von 1968 bis 1986 gehörte er dem Kreistag des Odenwaldkreises an. Ab 1975 war er dort Vorsitzender der SPD-Fraktion. Er blieb bis 1986 im Schuldienst, bis er hauptamtlicher Erster Kreisbeigeordneter des Odenwaldkreises wurde. Politische Schwerpunkte seiner Amtszeit: Er förderte das Bildungswesen und den Ausbau der Landschulreform. In seiner Zeit als Landrat wurde die Odenwaldbahn als Regionalbahn modernisiert und ausgebaut; das Gesundheitszentrum Erbach erweitert und als Akutklinik im ländlichen Raum für ambulante und stationäre Versorgung entwickelt. Er leitet den Ausbau des Breitbandnetzes mit 380 km kommunaleigenen Glasfaserleitungen des Odenwaldkreises ein, das eine Vollversorgung aller Haushalte und Unternehmen mit mindestens 50 MBit/s ermöglicht und Hessen-Modell wurde. Er förderte die landwirtschaftliche Direktvermarktung, die Odenwald-Gasthäuser und entwickelte die Odenwälder Kartoffelwochen und Odenwälder Lammwochen.
Er war 14 Jahre Vorsitzender im Hessischen Tourismus-Verband (HTV) und des Aufsichtsrates der Odenwald-Regional-Gesellschaft (OREG).
Schnur war zudem von 1991 bis 2009 Vorsitzender des Verwaltungsrates der Sparkasse Odenwaldkreis sowie Vorsitzender des Gesundheitsausschusses des Hessischen Landkreistages und des Deutschen Landkreistages. Er gehörte dem Verwaltungsrat der Landesbank Hessen-Thüringen Helaba an und der Sparkassen Kultur-Stiftung Hessen Thüringen. Er war weiterhin Vorsitzender der Interessengemeinschaft Odenwald (IGO) und wurde zum Ehrenvorsitzenden gewählt. Er ist Vorstands-Vorsitzender des Fördervereins Odenwald Akademie und der Odenwald-Stiftung, die er 1988 mitbegründet hatte. In seinem Wohnort Olfen unterstützt er seit 1966 die Verschwisterung mit der Savoyer Gemeinde Trévignin, wo er auch Ehrenbürger ist. Als Vorsitzender des Vereins Dorfgemeinschaft Olfen e. V. unterstützt er die Dorfsozialarbeit unter anderem mit dem monatlichen Dorftreff. Seit 1972 ist er Vorsitzender des Verkehrs- und Verschönerungsvereins Olfen. Im Jahr 2006 erkrankte Schnur an FSME durch einen Zeckenbiss und warb als öffentlicher Patient für eine diesbezügliche ärztliche Weiterbildung und eine Vorsorgeimpfung bei Schulgesundheitsuntersuchungen und in der Bevölkerung allgemein. Seit dieser Zeit ist er gehbehindert und in seiner Mobilität eingeschränkt, was ihn nicht hindert sowohl privat als auch im öffentlichen Leben aktiv zu sein und seinen Dienst bis zum Ende seiner Wahlperiode wahrzunehmen. 2009 wurde er mit dem Hessischen Verdienstorden geehrt. Anfang September 2009 übergab er die Amtsgeschäfte als Landrat des Odenwaldkreises an seinen Nachfolger Dietrich Kübler.
Schnur wurde 2011 von der Staatsanwaltschaft Darmstadt wegen Vorteilsannahme angeklagt. Nach Zahlung einer Geldauflage wurde das Verfahren gegen ihn eingestellt.
Bei der Kommunalwahl am 6. März 2016 wurde Schnur durch Kumulieren und Panaschieren vom letzten Listenplatz 51 der SPD-Liste auf Platz 12 (bzw. 10) gewählt. Er nahm das Mandat im Kreistag an und eröffnete die konstituierende Kreistagssitzung als ältestes Mitglied. Seit 2012 gehörte er gemeinsam mit den Bürgermeistern der siebenköpfigen Lenkungsgruppe zur Vorbereitung der Fusion der Stadt Beerfelden und den Gemeinden Rothenberg, Sensbachtal und Hesseneck zur neuen Stadt Oberzent an. Dies wurde in einem Bürgerentscheid 2016 mit fast 90 Prozent beschlossen und zum 1. Januar 2018 verwirklicht.
Am 8. Januar 2019 legte Horst Schnur überraschend sein Kreistagsmandat nieder. In einem Schreiben mit Datum vom 8. Januar 2019 an die SPD-Kreistagsfraktion erklärte Schnur sein Handeln mit Vorkommnissen innerhalb seiner Fraktion. Er fühlte sich isoliert und angefeindet, weil er sich energisch gegen übermäßigen Ausbau von Windkraftanlagen im Odenwaldkreis ausgesprochen hatte.

## Privates Engagement
Seit 1981 ist Schnur Mitglied in der Freimaurerloge Zu den drei Sternen im Odenwald.
Insbesondere im Ruhestand ist er als Autor heimatkundlicher Schriften und Referent von Vorträgen tätig. 1986 veröffentlichte er das Buch „Olfen – Geschichte eines Dorfes“ über seinen Wohnort Olfen im Odenwald. Im September 2013 erschien sein Buch Rückspiegel – bevor ich es vergesse mit Erinnerung an seine politische und gesellschaftliche Arbeit. Für die 50-jährige Partnerschaft zwischen Olfen und Trévignin im Jahr 2016 verfasste er die zweisprachige Jubiläumschronik. Zum 150. Geburtstag des Odenwälder Originals Jakob Ihrig, genannt der Raubacher Jockel (* 5. Mai 1866; † 24. Oktober 1941), veröffentlichte er im Jubiläumsjahr 2016 gemeinsam mit Rolf Reutter das Buch „Der Raubacher Jockel – Lebensgeschichte eines Odenwälder Originals“. Im März 2017 erschien „Steinmehl als Heilmittel – Versuch einer Annäherung an Volksglauben und Volksmedizin im Odenwald“.
In den Jahrbüchern „gelurt“ des Kreisarchivs Odenwaldkreis in Erbach veröffentlicht er regionalgeschichtliche Texte. Im Dezember 2019 veröffentlichte er „Einhard. Ein Universalgelehrter“ (ISBN 978-3-942215-16-9, DIN A 4, 220 Seiten). Die jüngsten regionalgeschichtlichen Veröffentlichungen zum Jahresende 2020 tragen den Titel „Der Beerfelder Spinnenpfarrer und seine Forschungen. Oberpfarrer Carl Friedrich Wider legte 1833 einen Grundstein für die Senckenbergforschung.“ und „Wie das kleine Odenwalddorf Olfen zu seinem Friedhof kam. Die Beziehung zum Kirchort Güttersbach und die Bürokratie bei der Anlegung eines Friedhofs 1863.“
Im Arbeitskreis „Kümmerer“ in der Stadt Beerfelden unterstützt er Bürgerkriegsflüchtlinge in allen Anliegen bei Behörden und in der medizinischen Versorgung sowie in der Versorgung des Alltagsbedarfs und in der Organisation eines Sprachkurses. Er koordiniert die Zusammenarbeit der Akteure sowohl mit der Stadt als auch mit der Evangelischen Kirche Beerfelden und mit der gemeinnützigen Generationenhilfe.
Schnur ist aktiv in der Bürgerinitiative Gegenwind Beerfelden-Rothenberg. Er beteiligt sich als Redner und Interviewpartner gegen den Bau von Windenergieanlagen im Odenwald und setzt sich für Landschafts- und Naturschutz, Artenschutz, Trinkwasserschutz und Bewahrung des Gemeinwohls ein.

## Auszeichnungen
- 2005 Erasmus-Kittler-Medaille der Technischen Universität Darmstadt
- 2009 Hessischer Verdienstorden durch Ministerpräsident Roland Koch
- 2009 Taufe eines Bombardier-Itino-Zuges der Odenwaldbahn nach seinen Namen[7]